# Igrzyska Imperium Brytyjskiego i Wspólnoty Brytyjskiej 1962
     państwa debiutujące
     państwa, które brały już udział w Igrzyskach

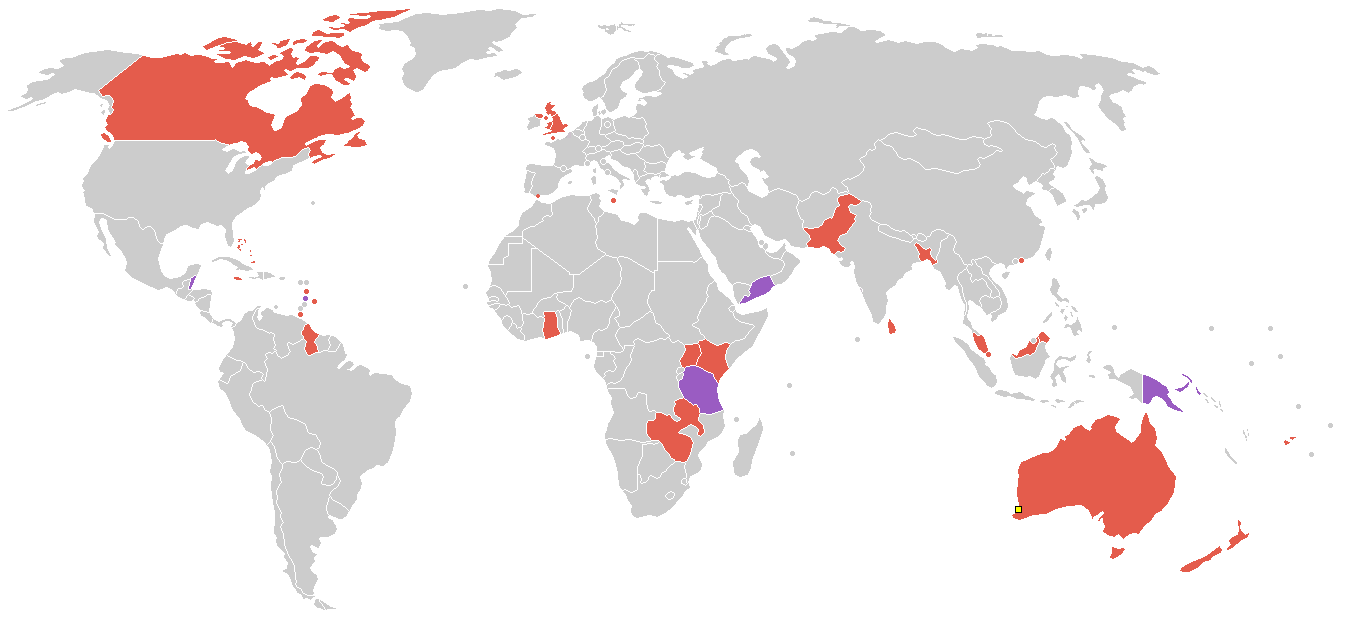
Państwa biorące udział w Igrzyskach Imperium Brytyjskiego i Wspólnoty Brytyjskiej w 1962 roku:
państwa debiutujące
państwa, które brały już udział w Igrzyskach

Igrzyska Imperium Brytyjskiego i Wspólnoty Brytyjskiej 1962 odbyły się w Perth, po raz drugi w Australii. Ceremonia otwarcia Igrzysk odbyła się 22 listopada 1962 roku na Perry Lakes Stadium, a ceremonia zamknięcia 1 grudnia 1962 roku. Dzień przed otwarciem imprezy temperatura powietrza dochodziła do 27 stopni w skali Celsjusza. Z tego powodu wiele osób przypomina Igrzyska w Perth trzema słowami: „upał, pył i sława” (ang. heat, dust and glory).
W Igrzyskach wzięło udział 1 041 sportowców z 35 reprezentacji. Zadebiutowało sześć z nich:
- Aden
- Federacja Rodezji i Niasy
- Honduras Brytyjski
- Papua-Nowa Gwinea
- Saint Lucia
- Tanganika

Pierwszy w historii medal zdobył reprezentant Jersey. Bokser Albert Turmel w kategorii do 67 kg zajął trzecie miejsce i zdobył brązowy medal.
Po raz ostatni w imprezie wzięły udział reprezentacje: Sarawaku, Sabah i Malajów, które od 1966 roku startowały w reprezentacji Malezji.
W 1962 roku padło kilkanaście rekordów Igrzysk Imperium Brytyjskiego i Wspólnoty Brytyjskiej, z czego dziewięć przetrwało do chwili obecnej, głównie jednak ze względu na to, że nie rozgrywa się wówczas tych konkurencji na współczesnych Igrzyskach. Australijska lekkoatletka, Dixie Willis pobiła rekord IIBiWB w biegu kobiet na 880 jardów. Reprezentacja Anglii w wioślarstwie uzyskała najlepszy czas w historii w dwójkach mężczyzn. Poza tym pięć rekordów, które trwają do dziś pobili pływacy i dwa, które pobili sztangiści. 
W kalendarzu Igrzysk w Perth znalazło się dziewięć dyscyplin sportowych: boks, kolarstwo, kręglarstwo, lekkoatletyka, nurkowanie, pływanie, podnoszenie ciężarów, szermierka, wioślarstwo i zapasy.
Klasyfikacja medalowa
| Miejsce | Kraj                      |    |    |    | Razem |
| 1.      | Australia                 | 38 | 36 | 31 | 105   |
| 2.      | Anglia                    | 29 | 22 | 27 | 78    |
| 3.      | Nowa Zelandia             | 10 | 12 | 10 | 32    |
| 4.      | Pakistan                  | 8  | 1  | 0  | 9     |
| 5.      | Kanada                    | 4  | 12 | 15 | 31    |
| 6.      | Szkocja                   | 4  | 7  | 3  | 14    |
| 7.      | Ghana                     | 3  | 5  | 1  | 9     |
| 8.      | Jamajka                   | 3  | 1  | 1  | 5     |
| 9.      | Kenia                     | 2  | 2  | 1  | 5     |
| 10.     | Singapur                  | 2  | 0  | 0  | 2     |
| 11.     | Uganda                    | 1  | 1  | 4  | 6     |
| 12.     | Federacja Rodezji i Niasy | 0  | 2  | 5  | 7     |
| 13.     | Walia                     | 0  | 2  | 4  | 6     |
| 14.     | Bahamy                    | 0  | 1  | 1  | 2     |
| 15.     | Fidżi                     | 0  | 0  | 2  | 2     |
| 15.     | Trynidad i Tobago         | 0  | 0  | 2  | 2     |
| 17.     | Barbados                  | 0  | 0  | 1  | 1     |
| 17.     | Gujana Brytyjska          | 0  | 0  | 1  | 1     |
| 17.     | Jersey                    | 0  | 0  | 1  | 1     |
| 17.     | Malaje                    | 0  | 0  | 1  | 1     |
| 17.     | Irlandia Północna         | 0  | 0  | 1  | 1     |
| 17.     | Papua-Nowa Gwinea         | 0  | 0  | 1  | 1     |

## Dyscypliny
- Lekkoatletyka  (szczegóły)
- Zapasy  (szczegóły)